# Милькович, Виолета
Виолета «Вики» Милькович (серб. Виолета „Вики“ Миљковић, родилась 18 декабря 1974 в Нише) — сербская певица, исполняющая песни в жанрах поп-фолк и турбо-фолк.

## Биография
Родилась в 1974 году в Нише в семье Светомира и Зорки Мильковичей. В 1981 году поступила в начальную школу имени Иосипа Броза Тито, параллельно училась в средней музыкальной школе имени Воислава Вучковича. Окончила музыкальную школу в 1989 году, затем с успехом окончила музыкальную академию в Приштине.
Родители не поддерживали идею дочери заниматься музыкой, однако она в 1993 году всё-таки записала свой первый альбом, на котором был её первый хит Лоша срећа. Большого успеха Виолета с ним не добилась, но со вторым альбомом Хајде води ме одавде стала популярной в странах Югославии: хиты Хајде води ме одавде и Ником није лепше него нама (Кока-кола, Марлборо, Сузуки) принесли ей славу.
В течение следующих двух лет она издала ещё два альбома, три песни с них попали на высшие места в радиочартах Сербии — Србија (Волим момке који пију ракију), Небеске сузе и Тунел. В 1997 году выходят песни Куд' пукло да пукло, Не знам шта си туго моја, Ћерка (Желео си сина, добио си кћер) и Женске бубице (Љубоморна сам на све), причём последняя песня стала самой известной в репертуаре Вики.
Следующие два альбома были не менее успешными, но не обеспечивали место на вершине эстрады. Самыми популярными песнями альбомов 1998 и 2011 годов стали Окрећем ти леђа туго, Удри бригу на весеље, Беж' Милане моја ружо, Горо сестро, Године, Пет минута. С 2001 года Вики сотрудничает с лейблом Grand Produkcija, при поддержке которого записала свой самый популярный альбом Мариш ли. Пять песен с него — Мариш ли, Бајадере, Црно на бело, Овог викенда и Наруквице — считаются одними из лучших песен Вики Милькович. Также она успела выступить с турецким певцом Мехмедом Баданом в дуэте.
После выхода альбома Махинално Вики окончательно закрепилась на сербской эстраде благодаря восьми песням с альбома: Махи, махи, Празан стан, Разлика, Несаница, О како боли, Ти мушкарац, Цурице, Да ли си добро спавао, Обележена. В 2006 году она даёт первый сольный концерт в Белграде, на котором присутствовало 8 тысяч зрителей. По популярности Вики не уступала легендарной Индире Радич.
В 2007 году Вики создаёт свою семью: в июне она вышла замуж за музыканта Драгана Ташковича, а в октябре у неё родился сын Андрей. Спустя два года Вики, которая уже не имела такую большую популярность, выпустила альбом Овде се не плаче, на котором самыми успешными песнями стали Овде се не плаче, Хеј, ко то пита, Дођавола све и Иду ми, иду (автором этой песни был Желько Йоксимович). В 2011 году Вики сняла клипы на песни Ко то зна и Не зна јуче да је сад в дуэте с Халидом Бешличем. Лучшие её песни вошли в сборник The best of, вышедший в том же году.

## Дискография
- Лоша срећа (1993)
- Хајде води ме одавде (1994)
- Свадбе неће бити (1995)
- Тунел (1996)
- Кад пукло да пукло (1997)
- Окрећем ти леђа, туго (1998)
- Године (2001)
- Мариш ли (2003)
- Махи, махи (2005)
- Овде се не плаче (2009)
- The best of (2011)